# Voo TWA 847
Em 14 de junho de 1985, terroristas associados ao Hezbollah sequestraram o voo 847 da TWA, que ia de Atenas, Grécia, para Roma, Itália. Inicialmente, os terroristas desviaram a rota para Beirute, no Líbano, onde vários passageiros foram libertados em troca de combustível. A seguir, o avião seguiu para Argel, na Argélia, onde mais passageiros foram libertados antes de o avião retornar a Beirute.
Em Beirute, os terroristas identificaram o mergulhador da Marinha dos EUA, Robert Stethem, surraram-no e mataram-no a tiros, jogando seu corpo na pista do aeroporto. Em Beirute, mais doze homens armados entraram no avião antes de voltarem a Argel, onde mais 65 passageiros foram libertados.
Finalmente, o voo retornou novamente a Beirute, onde permaneceu até 30 de junho, quando os passageiros restantes foram transportados para a Síria. Da Síria, embarcaram num avião da Força Aérea dos EUA e foram enviados para a então Alemanha Ocidental. Entre os terroristas responsáveis por este ataque estavam Ali Atwa, Hasan Izz-al-Din Mohammed Ali Hamadei e vários outros.